# Тимошиха (река)
Тимошиха (Гусиха) — река в России, протекает по Алейскому району Алтайского края. Устье реки находится в 49 км по правому берегу реки Порозиха. Длина реки составляет 15 км.

## Данные водного реестра
По данным государственного водного реестра России относится к Верхнеобскому бассейновому округу, водохозяйственный участок реки — Обь от слияния рек Бия и Катунь до города Барнаул, без реки Алей, речной подбассейн реки — бассейны притоков (Верхней) Оби до впадения Томи. Речной бассейн реки — (Верхняя) Обь до впадения Иртыша.